# Arseniy Petrovych Yatsenyuk
Arseniy Petrovych Yatsenyuk (tiếng Ukraina: Арсеній Петрович Яценюк, Arseniy Petrovych Yatseniuk; sinh ngày 22 tháng 5 năm 1974) là một chính trị gia, nhà kinh tế và luật sư người Ukraina và là Thủ tướng Ukraina từ 27 tháng 2 năm 2014  cho tới 24 tháng 7 năm 2014 . Yatsenyuk là bộ trưởng Bộ Kinh tế 2005-2006; sau đó ông Bộ trưởng Ngoại giao của Ukraina trong năm 2007 và Chủ tịch Verkhovna Rada (quốc hội) từ 2007-2008. Hiện nay ông là một trong những nhà lãnh đạo của Đảng lớn thứ hai của Ukraina, Liên minh toàn Ukraina "Tổ quốc" (chủ tịch Đảng là bà Yulia Volodymyrivna Tymoshenko) và lãnh đạo của phái nghị viện "Tổ quốc" (Fatherland)..
Ngày 24 tháng 7 năm 2014 Yatsenyuk tuyên bố từ chức Thủ tướng. Tuy nhiên đa số đại biểu quốc hội vào ngày 31 tháng 7 năm 2014 đã bỏ phiếu bác đơn từ chức này.

## Tiểu sử
Arseniy Yatsenyuk Petrovych sinh ngày 22 tháng 5 năm 1974 ở Chernivtsi, Ukraina (lúc đó thuộc Liên Xô). Ông sinh ra trong một gia đình cha mẹ là giáo sư của Đại học Chernivtsi. Sau khi bắt đầu học ở Đại học Chernivtsi, anh đã lập một hãng luật sinh viên. Ông tốt nghiệp Đại học Chernivtsi năm 1996 và sau đó theo học Viện Thương mại Kinh tế Chernivtsi của "Viện Thương mại-Kinh tế Quốc gia Kiev" vào năm 2001.

## Từ chức Thủ tướng
Ngày 24 tháng 7 năm 2014 Yatsenyuk tuyên bố từ chức Thủ tướng, sau khi Đảng Quốc gia quá khích Svoboda và Đảng Udar của Klitschko tuyên bố rút khỏi liên minh chính phủ cầm quyền. Một lý do khác được đưa ra là thủ tướng bất lực trước việc Quốc hội không thể thống nhất được các bộ luật về đầu tư năng lượng và tăng ngân sách cho quân đội. Quốc hội hiện nay vẫn còn bị kiểm soát bởi những người ủng hộ ông Yanukovych. Tuy nhiên đa số đại biểu quốc hội vào ngày 31 tháng 7 năm 2014 đã bỏ phiếu bác đơn từ chức này.